# Lymanbensonia brevispina
Lymanbensonia brevispina ist eine Pflanzenart aus der Gattung Lymanbensonia in der Familie der Kakteengewächse (Cactaceae). Das Artepitheton brevispina leitet sich von den lateinischen Worten brevis für ‚kurz‘ sowie -spinus für ‚bedornt‘ ab.

## Beschreibung
Lymanbensonia brevispina wächst aufrecht, ist verzweigt und erreicht Wuchshöhen von 1 bis 2 Meter. Die blattartigen, grünen Triebsegmente sind 2 bis 3 Zentimeter lang, 2 bis 4 Zentimeter breit und 2 bis 3 Millimeter dick. Ihre Ränder sind gewellt. Die bräunlich bewollten Areolen tragen ein bis vier gelbliche Dornen von 1 bis 2 Millimeter Länge.
Die einzelnen, weißen Blüten sind bis zu 4 Millimeter lang und weisen Durchmesser von 3 Millimeter auf. Ihr Perikarpell ist kahl. Die kugelförmigen, weißen Früchte sind durchscheinend.

## Verbreitung, Systematik und Gefährdung
Lymanbensonia brevispina ist in der peruanischen Region Amazonas in Höhenlagen von 1700 bis 2000 Metern verbreitet.
Die Erstbeschreibung als Lepismium brevispinum erfolgte 1987 durch Wilhelm Barthlott. Er und Nadja Korotkova stellten die Art 2010 in die Gattung Lymanbensonia. Weitere nomenklatorische Synonyme sind Rhipsalis brevispina (Barthlott) Kimnach (1996), Acanthorhipsalis brevispina F.Ritter (1981, nom. inval.), Pfeiffera brevispina (F.Ritter) P.V.Heath (1994, nom. inval.), Pfeiffera brevispina D.R.Hunt (2002) und Acanthorhipsalis brevispina F.Ritter ex Doweld (2002, nom. illeg.).
In der Roten Liste gefährdeter Arten der IUCN wird die Art als „Data Deficient (DD)“, d. h. mit keinen ausreichenden Daten geführt.

## Nachweise